# كيفن باراخاس
كيفن باراخاس (بالإنجليزية: Kevin Barajas)‏ هو لاعب كرة قدم أمريكي في مركز الوسط، ولد في 18 فبراير 1996 في أتلانتا في الولايات المتحدة. لعب مع اتلانتا يونايتد 2.

## وصلات خارجية
- كيفن باراخاس على موقع قاعدة بيانات كرة القدم.إي يو (الإنجليزية)
- كيفن باراخاس على موقع Soccerway.com (الإنجليزية)